# Omnismus

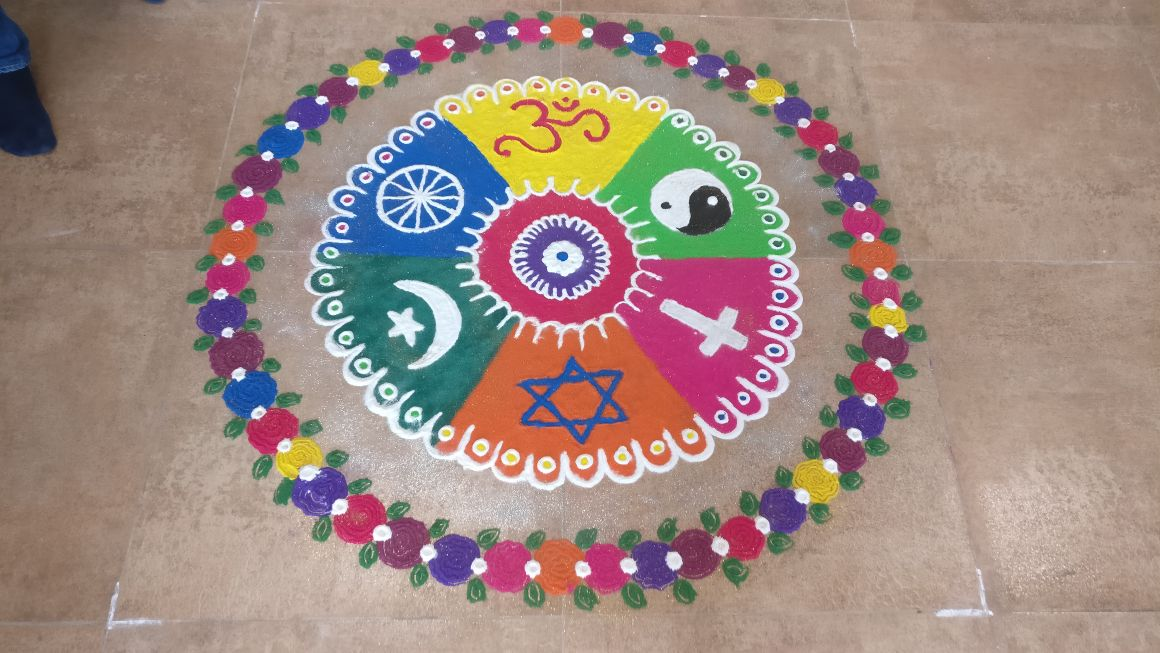
Umělecká mandala se symboly šesti světových náboženství vyjadřující lásku jako společnou hodnotu.

Omnismus je názor nebo přesvědčení, že si všechna náboženství světa se všemi svými bohy zaslouží stejnou úctu a respekt, protože každé z nich obsahuje jak prospěšnou pravdivost a platnost, tak i určité nedostatky. Pro omnisty neexistuje jediné pravé náboženství, které by bylo zcela pravdivé, platné a dostačující, ale vyhledávají nebo rozpoznávají pravdy a stejné hodnoty společné všem vyznáním. To je staví do opozice vůči dogmatismu. Někteří omnisté prohlašují, že věří ve všechna náboženství, ale nevyznávají žádné konkrétní. Omnismus tak může znamenat víru ve všechna náboženství a přibližovat se synkretismu a univerzalismu.

## Známí omnisté
- Philip James Bailey, básník a de facto autor termínu omnismus,
- Ellen Burstynová, herečka hlásící ke všem náboženstvím s tím, že „duchem je otevřená pravdě, který přebývá ve všech náboženstvích“,
- John Coltrane, hudebník, kterého „víra ve všechna náboženství“ pomohla se zbavit závislosti na alkoholu a drogách,
- Chris Martin, hudebník, který sám sebe definoval jako „all-theist“, tedy vlastním výrazem pro omnismus.